# ナイワ・ニムリ
ナイワ・ニムリ・ウルティコエチェア（Najwa Nimri Urrutikoetxea, 1972年2月14日 - ）は、スペイン・パンプローナ出身の女優・歌手。

## 経歴
1972年にナバーラ県パンプローナに生まれ、子どもの頃にビスカヤ県ビルバオに引っ越した。ダニエル・カルパルソロ監督の初監督作品となる1995年の『Salto al vacío』で、ニムリは映画界で初めて重要な役を演じた。小規模なグループで歌手としてのキャリアも開始し、1996年にはカルロス・ハエンと『Najwajean』というバンドを結成した。また、2001年以降には6枚のソロアルバムを発表している。
1997年にはアレハンドロ・アメナバル監督の『オープン・ユア・アイズ』に出演し、プレイボーイへの嫉妬に狂う女性を演じた。この映画は2001年にハリウッド・リメイクされ、キャメロン・ディアスがニムリと同じ役を演じている。1998年にはフリオ・メデム監督の『アナとオットー』に出演し、ゴヤ賞主演女優賞にノミネートされた。2001年にはメデム監督の『ルシアとSEX』に出演し、ゴヤ賞助演女優賞にノミネートされた。『オープン・ユア・アイズ』や『El Método』ではエドゥアルド・ノリエガと共演した。2005年には、巨根に悩むトランスセクシュアルを描いたコメディ映画『20センチ!』で音楽を担当した。

## 人物
エキゾチックな容姿と大きな目が非常に印象的な女優。母親はスペインのナバーラ地方出身であり、父親はヨルダン人である。いとこのアレクサンダー・ニミエルも歌手である。1995年には映画監督のダニエル・カルパルソロと結婚し、2000年まで配偶者であった。2004年には男児を出産した。

## フィルモグラフィー
- Salto al vacío (1995)
- Pasajes (1996)
- A ciegas (1997)
- オープン・ユア・アイズ Abre los ojos  (1997)
- 9'8m/s² (1998)
- アナとオットー Los Amantes del Círculo Polar  (1998)
- The Citizen (1999)
- Asfalto (2000)
- 夜になるまえに Before Night Falls  (2000)
- ルシアとSEX Lucía y el sexo  (2001)
- Fausto 5.0 (2001)
- 靴に恋して Piedras  (2002)
- La reina del bar canalla (2003)
- ユートピア Utopía  (2003)
- スパイ・バウンド Agents secrets  (2004)
- A + (Amas) (2004)
- 20センチ! 20 centímetros (2005)
- El Método (2005)
- Las vidas de Celia (2005)
- Trastorno (2006)
- Mataharis (2007)
- Oviedo Express (2007)
- Verbo (2010)
- ルート・アイリッシュ Route Irish (2010)

## ディスコグラフィー

### Najwajean
アルバム
- No Blood (1998) – #80
- Asfalto (2001) (soundtrack) – #175
- Guerreros (2002) (soundtrack) – #88
- Najwajean Selection (2002) (compilation album) – #108
- Till It Breaks (2008) – #20

シングル
- Crime (2008)

### ソロ
アルバム
- Carefully (2001) – #76
- Mayday (2003) – #48
- Walkabout (2006) – #10 （50,000枚 : ゴールド認定）
- El último primate (2010)
- Donde rugen los volcanes (2012)
- Rat Race (2014)

シングル
- That Cyclone   (2001)   from Carefully – #37
- Following Dolphins   (2001)   from Carefully – #68
- Go Cain   (2003)   from Mayday – #20
- Hey Boys, Girls   (2003)   from Mayday – #26
- Capable   (2006)   from Walkabout – #3
- Push It   (2006)   from Walkabout
- Le Tien, Le Mien (2006) from Walkabout
- Feed Us (2014) from Rat Race

## 受賞
| 年   | 映画賞                       | 部門          | 作品                   | 結果       |
| ---- | ---------------------------- | ------------- | ---------------------- | ---------- |
| 2003 | ゴヤ賞                       | 作曲賞        | Guerreros（曲）        | ノミネート |
| 2002 | ゴヤ賞                       | 助演女優賞    | ルシアとSEX（演技）    | ノミネート |
| 2001 | 女優組合賞                   | 女優賞        | ルシアとSEX（演技）    | ノミネート |
| 2001 | ゴヤ賞                       | 歌曲賞        | Asfalto（曲）          | ノミネート |
| 1999 | ゴヤ賞                       | 主演女優賞    | アナとオットー（演技） | ノミネート |
| 1999 | 女優組合賞                   | 女優賞        | アナとオットー（演技） | ノミネート |
| 1998 | フォトグラマス・デ・プラータ | 女優賞        | （演技）               | ノミネート |
| 1998 | オンダス賞                   | 女優賞        | アナとオットー（演技） | 受賞       |
| 1994 | Angers European First映画祭  | Jean Carmet賞 | Salto al vacío         | 受賞       |